# Репаглінід
Репаглінід — протидіабетичний препарат у класі ліків, відомих як меглітиніди, і був винайдений у 1983 році. Репаглінід є пероральним препаратом, який використовується на додаток до дієти та фізичних вправ для контролю рівня цукру в крові при цукровому діабеті 2 типу. Механізм дії репаглініду включає стимулювання вивільнення інсуліну з β-острівцевих клітин підшлункової залози; Як і інші протидіабетичні препарати, основним побічним ефектом є гіпоглікемія. Його продає Novo Nordisk під назвою Prandin у Сполучених Штатах, GlucoNorm у Канаді, Surepost у Японії, Repaglinide у Єгипті EIPICO та NovoNorm в інших країнах. В Японії його виробляє Dainippon Sumitomo Pharma.

## Медичне використання
Репаглінід є пероральним препаратом, який використовується на додаток до дієти та фізичних вправ для контролю рівня цукру в крові при цукровому діабеті 2 типу.

## Протипоказання
Репаглінід протипоказаний людям з: Діабетичний кетоацидоз з комою або без неї
Цукровий діабет 1 типу
Одночасне застосування з гемфіброзилом
Відома гіперчутливість до препарату або неактивних інгредієнтів [1]

## Побічні явища
Поширені побічні ефекти включають: метаболічний
Гіпоглікемія (31 %)
Дихальний
Інфекція верхніх дихальних шляхів (16 %)
Синусит (6 %)
Риніт (3 %)
Шлунково-кишковий
Нудота (5 %)
Діарея (5 %)
Запор (3 %)
Блювота (3 %)
Опорно-руховий апарат
Артралгія (6 %)
Біль у спині (5 %)
Інший
Головний біль (11 %)
Парестезія (3 %)
Серйозні побічні ефекти включають: Ішемія серця (2 %)
Стенокардія (1,8 %)
Смертність внаслідок серцево-судинних подій (0,5 %)
Особливі групи населення
Категорія вагітності C: безпека для вагітних жінок не встановлена. Дані обмежені, і є лише один звіт про випадок, в якому не зазначається про відсутність ускладнень при застосуванні репаглініду під час вагітності.
Слід бути обережними при застосуванні цього препарату людям із захворюваннями печінки та зниженою функцією нирок.

## Лікарські взаємодії
Репаглінід є основним субстратом CYP3A4, тому його не слід застосовувати одночасно з гемфіброзилом, кларитроміцином або азольними протигрибковими засобами, такими як ітраконазол або кетоконазол. Застосування як репаглініду, так і одного або кількох із цих препаратів призводить до підвищення концентрації репаглініду в плазмі крові та може призвести до гіпоглікемії. Одночасне застосування репаглініду та клопідогрелю (інгібітор CYP2C8) може призвести до значного зниження рівня глюкози в крові через взаємодію між ліками. Насправді, використання цих препаратів разом навіть протягом одного дня може призвести до збільшення рівня репаглініду в 5 разів… і може призвести до значної гіпоглікемії. Репаглінід не слід комбінувати з сульфонілсечовиною, оскільки вони мають однаковий механізм дії.

## Фармакологія
Механізм дії
Репаглінід знижує рівень глюкози в крові, стимулюючи вивільнення інсуліну бета-острівцевими клітинами підшлункової залози. Це досягається шляхом закриття АТФ-залежних калієвих каналів у мембрані бета-клітин. Це деполяризує бета-клітини, відкриваючи кальцієві канали клітин, і отриманий приплив кальцію викликає секрецію інсуліну.

## Фармакокінетика
Всмоктування: репаглінід має 56 % біодоступність при всмоктуванні зі шлунково-кишкового тракту. Біодоступність знижується при прийомі з їжею; максимальна концентрація знижується на 20 %.
Розподіл: Зв'язування репалглініду з білками альбуміну перевищує 98 %.
Метаболізм: репаглінід в основному метаболізується в печінці — зокрема CYP450 2C8 і 3A4 — і меншою мірою шляхом глюкуронізації. Метаболіти репаглініду неактивні та не виявляють цукрознижувальної дії.
Виведення: 90 % репаглініду виводиться з калом і 8 % із сечею. 0,1 % виводиться з сечею в незміненому вигляді. Менше 2 % залишається в калі без змін.

## Історія
Ліки-попередники репаглініду були винайдені наприкінці 1983 року вченими Dr Karl Thomae GmbH, німецького виробника ліків, розташованого в Біберах-ан-дер-Ріс на півдні Німеччини, який був придбаний компанією Boehringer Ingelheim у 1990 році. Лікарський засіб, який став репаглінідом, пізніше отримав ліцензію від Boehringer на У квітні 1992 року компанія Novo Nordisk подала заявку на новий лікарський засіб для цієї сполуки в Управління з контролю за продуктами й ліками (FDA). У липні 1997 року компанія Novo Nordisk подала заявку на новий лікарський засіб (NDA) для Prandin, і вона була швидко схвалена, отримавши схвалення FDA. у грудні 1997 р. Препарат був першим із класу меглітинідів. Він був названий Prandin, тому що його швидкий початок і коротка тривалість дії зосереджують його ефект під час їжі (прандіум був римською їжею, яку можна порівняти з сучасним обідом).